# Mittenaar
Mittenaar est une municipalité allemande située dans l'arrondissement de Lahn-Dill et dans le land de la Hesse.

## Personnalités liées à la ville
- Johann Heinrich Alsted (1588-1638), théologien né à Ballersbach.